# 藤沼秀光
藤沼 秀光（ふじぬま ひでみつ、1953年3月 - ）は、日本の医師。医学博士。藤沼医院院長、獨協医科大学心血管・肺内科非常勤講師、栃木県警察医。専門は心臓病、動脈硬化、アレルギー。

## 学歴
- 昭和28年3月 栃木県宇都宮市生まれ
- 昭和47年3月 栃木県立石橋高等学校卒業
- 昭和54年3月 獨協医科大学医学部卒業
- 昭和54年5月 医師国家試験合格
- 平成2年3月 医学博士号取得
- 平成2年9月 日本臨床生理学会評議員
- 平成3年3月 日本内科学会認定医取得
- 平成3年9月 日本循環器学会関東甲信越地方会評議員
- 平成6年3月 日本循環器学会専門医取得
- 平成12年8月 心身医学臨床研究会常任理事
- 平成14年7月 Natural Products評価研究会評議員及びサプリメント評価指導医取得
- 平成14年11月 ファイトケミカル＆時間差療法研究会理事

## 職歴
- 昭和54年5月～昭和56年3月 獨協医科大学第一内科研修医
- 昭和56年4月～昭和59年5月 獨協医科大学第一内科臨床助手
- 昭和57年10月～ 藤沼医院開院 院長
- 昭和59年6月～昭和61年3月 獨協医科大学第一内科助手
- 昭和61年4月～平成元年6月 獨協医科大学第一内科臨床講師
- 昭和63年10月～昭和63年12月 獨協医科大学付属看護専門学校非常勤講師
- 平成元年4月～平成元年9月 石岡第一病院副院長

## 所属学会
- 日本内科学会 会員
- 日本臨床生理学会、評議員
- 日本循環器学会 地方会評議員
- 日本腫瘍学会 理事
- 日本脈管学会
- 国際生物漢方研究学会 常務理事
- マカオ血液腫瘍医学会 名誉顧問

## 資格
- 日本内科学会医取得
- 日本循環器学会専門医取得
- Natural Productsサプリメント評価指導医

## 著書
- 吉村正治編 『医師国家試験に役立つ臨床心電図演習』 金原出版 1984年
- 村松準編 『新時代の臨床心電図のすべて』 ライフサイエンス・センター（LSC新書）1987年
- 生命の水研究所編 『検証アルカリイオン水』 メタモル出版（元気健康ブックス）1993年
- 小羽田健雄と共著『アルカリイオン水 体に良いのか悪いのか』 メタモル出版（元気健康ブックス）1994年
- 杉本恒明、篠山重威編 『循環器疾患最新の治療'94～'95』 南江堂 1994年
- 非侵襲的動脈硬化診断研究会編『動脈硬化診断のガイドライン』 共立出版 1999年
- 村尾国士、現代書林「AHCC」取材班と共著 『ガン治療医14人の証言』 現代書林 2002年
- 監修 『注射・薬が効かないリウマチ・関節炎の激痛が消えた！ : 臨床医の証言』 メタモル出版 2003年
- 富永国比古、北広美、周東寛、山崎正利と共著『アトピーは腸から攻めろ！ : 5人の医師と免疫学の権威がすすめる『新型乳酸菌』(EF‐621K菌)の驚異的パワー』 メタモル出版（元気健康ブックス）2004年
- 監修 『ヘルニア手術以外の選択肢 : 腰・ヒザの痛みを努力しないで治す方法』 メタモル出版（元気健康ブックス）2005年
- 北廣美、下谷麻里子と共著 『アトピー治療のW戦略 腸内正常化と毒出し（デトックス）』 メタモル出版（元気健康ブックス）2005年
- 山崎正利、下谷麻里子、富永國比古、北廣美と共著『腸を直すとアトピーが治る！なぜ？ : 4人の臨床医と免疫学の権威がアトピーの革命的治療を語る』 メタモル出版（元気健康ブックス）2007年

## 論文
- 「弁膜疾患者の最近の臨床、内科治療の現況」（循環科学、丸善）
- 「連合弁膜症」（治療、南山堂）など

## 共著論文
- 血管内超音波断層法による冠動脈内径脈動の検討: 冠動脈硬化症における非狭窄部冠動脈壁の不均等性脈動動態について Journal of cardiology 30(1), 1-8, 1997-07-15
- 血圧が高めの健常者および軽症高血圧者に対するγ-アミノ酪酸高含有クロレラの効果 (日本栄養・食糧学会誌)
- 急性期に一過性の心室瘤様左室壁運動を呈した重症心筋炎の3症例(日本循環器学会 第155回関東甲信越地方会)
- 非酸化活性蛋白［N.T21］物質の生体実験研究 (南台科技大学NT21研究室2009.12)
- 発症時Lupus Anticoagulant陽性を呈した若年男性心筋梗塞の2例(日本循環器学会第152回関東甲信越地方会)
- ステロイド剤が奏効したと思われる重症心筋炎の4症例(日本循環器学会第151回関東甲信越地方会)
- Vater乳頭部癌の術後転移による孤立性右室内腫瘍の1例 : 日本循環器学会第148回関東甲信越地方会、など

## 外部リング
- 日本腫瘍学会
- 藤沼秀光博士論文検索
- ファイトケミカル研究会
- 映像で探す名医
- 統合医療推進会
- Cinii 国立情報学研究所論文情報ナビゲータ